# Arline Judge

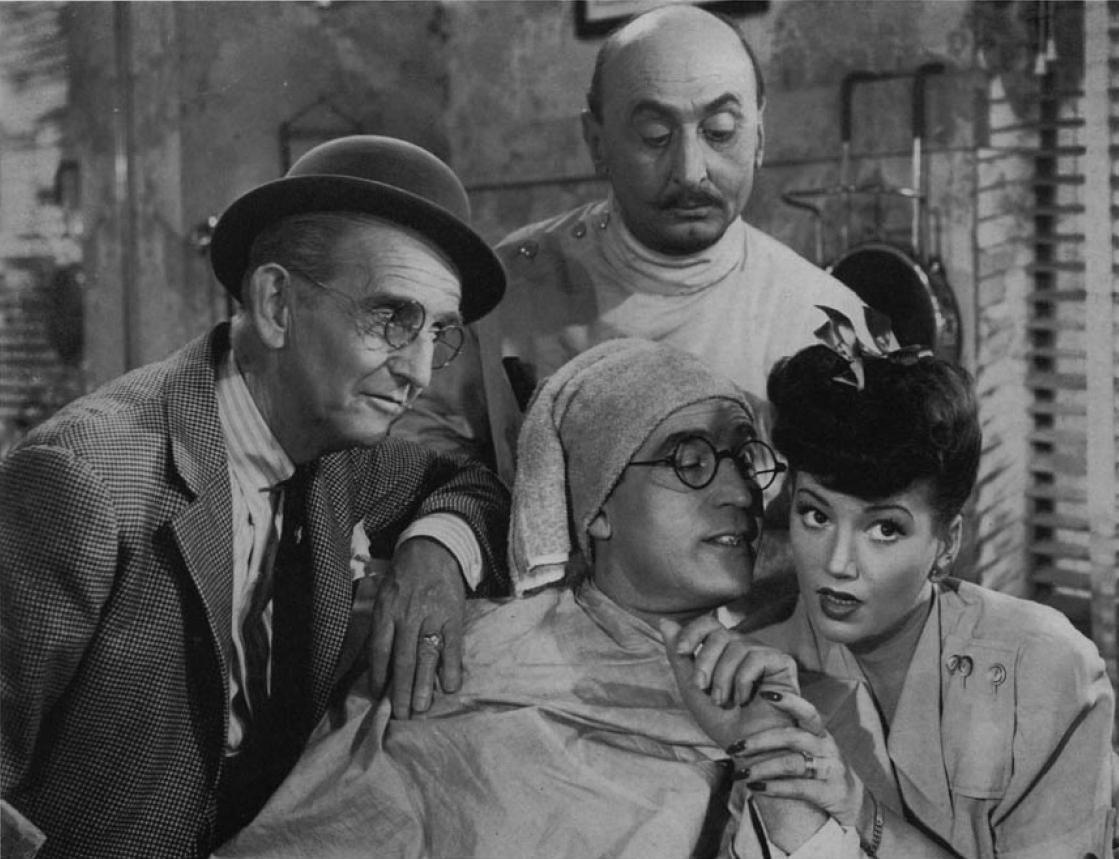
De g. à d. : Jimmy Conlin, Harold Lloyd, Torben Meyer et Arline Judge, dans Oh quel mercredi ! (1947)

Arline Judge (parfois créditée Arlene Judge) est une actrice américaine, née le 21 février 1912 à Bridgeport (Connecticut), morte d'une crise cardiaque le 7 février 1974 à West Hollywood (Californie).

## Biographie
Au cinéma, Arline Judge contribue à quarante-cinq films américains entre 1931 (dont un petit rôle non crédité dans Une tragédie américaine de Josef von Sternberg) et 1947 (Oh quel mercredi ! de Preston Sturges, avec Harold Lloyd). Elle ne revient au grand écran qu'à l'occasion de deux ultimes films, sortis en 1963 (dont The Crawling Hand (en), avec Peter Breck).
Épouse de 1931 à 1937 du réalisateur Wesley Ruggles (le premier de ses sept mariages, tous conclus par un divorce), elle tourne quatre films sous sa direction, dont Valiant Is the Word for Carrie (1936, avec Gladys George et John Howard). Mentionnons également Madame veut un bébé de Mitchell Leisen (1942, avec Marlene Dietrich et Fred MacMurray) et From This Day Forward de John Berry (1946, avec Joan Fontaine et Mark Stevens).
À la télévision, Arline Judge apparaît dans deux séries, la première en 1953 (un épisode), la seconde en 1964 (un épisode de Perry Mason, sa dernière prestation).

## Filmographie partielle

### Au cinéma
- 1931 : The Public Defender de J. Walter Ruben
- 1931 : Une tragédie américaine (An American Tragedy) de Josef von Sternberg
- 1931 : Are These Our Children de Wesley Ruggles
- 1932 : Girl Crazy de William A. Seiter
- 1932 : The Age of Consent de Gregory La Cava
- 1932 : Roar of the Dragon (en) de Wesley Ruggles
- 1933 : Sensation Hunters (en) de Charles Vidor
- 1934 : The Mysterious Mr. Wong de William Nigh
- 1934 : Shoot the Works de Wesley Ruggles
- 1934 : Name the Woman d'Albert S. Rogell
- 1934 : Tempête sur la ligne (Looking for Trouble) de William A. Wellman
- 1934 : The Party's Over de Walter Lang
- 1934 : When Strangers Meet de Christy Cabanne
- 1934 : Bachelor of Arts de Louis King
- 1934 : Million Dollar Baby de Joseph Santley
- 1935 : Ship Cafe (en) de Robert Florey
- 1935 : College Scandal d'Elliott Nugent
- 1935 : Welcome Home de James Tinling
- 1935 : Music Is Magic de George Marshall
- 1935 : Qui ? (College Scandal) de Elliott Nugent
- 1935 : George White's 1935 Scandals
- 1936 : Here Comes Trouble (en) de Lewis Seiler
- 1936 : Valiant Is the Word for Carrie de Wesley Ruggles
- 1936 : Tourbillon blanc (One in a Million) de Sidney Lanfield
- 1936 : C'était inévitable (It Had to Happen) de Roy Del Ruth
- 1936 : Parade du football (Pigskin Parade) de David Butler
- 1941 : Harvard, Here I Come ! de Lew Landers
- 1942 : Wildcat (en) de Frank McDonald
- 1942 : Law of the Jungle de Jean Yarbrough
- 1942 : Madame veut un bébé (The Lady Is Willing) de Mitchell Leisen
- 1942 : Smith of Minnesota de Lew Landers
- 1942 : The McGuerins from Brooklyn de Kurt Neumann
- 1943 : Girls in Chains d'Edgar G. Ulmer
- 1943 : Song of Texas de Joseph Kane
- 1944 : The Contender de Sam Newfield
- 1944 : Take It Big de Frank McDonald
- 1945 : G.I. Honeymoon de Phil Karlson
- 1946 : From This Day Forward de John Berry
- 1947 : Oh quel mercredi ! (The Sin of Harold Diddlebock) de Preston Sturges

### À la télévision
- 1964 : Première série Perry Mason, saison 8, épisode 6 The Case of the Nautical Knot de Jesse Hibbs